# Soupe à l'échalote d'Avranches
 (novembre 2019).
La soupe à l’échalote d’Avranches est une spécialité culinaire de Normandie.
Il s’agit de 10 échalotes hachées et de 3 pommes de terre coupées en petits dés, revenues dans du beurre, auxquelles on ajoute 1 cuillerée de farine, poivre et sel, avant de mouiller d’eau et de laisser cuire de 25 à 30 minutes.
Une fois cuite, un peu de crème fraîche délayée dans un peu de bouillon est ajoutée à la soupe, qui est servie bien chaude, versée sur des croûtons.